# The Female Coterie
The Female Coterie var en brittisk damklubb som mellan 1769 och 1777 samlades om morgnarna på Almack's lokaler i London.
Det bestod av ett antal kvinnor ur överklassen som samlades för att spela, äta och umgås mot en medlemsavgift. Klubben tilldrog sig stor uppmärksamhet på sin tid därför att det var ovanligt med klubbar för kvinnor. 
Det uppstod också en annan damklubb kallad The New Female Coterie, som bestod av överklasskurtisaner som inte accepterades på originalklubben, så som Seymour Fleming; denna möttes dock på Sarah Pendergasts bordell snarare än på Almack's.  